# Bag-a-Trix
Bag-a-Trix è il quinto album in studio del gruppo hip hop statunitense Whodini, pubblicato nel 1991.

## Tracce
1. The Intro – 2:49
2. Judy – 3:49
3. Freaks – 4:20
4. Smilin' Faces Sometimes – 5:37
5. Bag-a-Trix – 3:39
6. Taste of Love – 4:44
7. Inside the Joint – 4:34
8. Lovers or Friends – 5:26
9. The Party Don’t Start – 4:26
10. Day to Day – 4:36
11. Milk My Cow – 3:35
12. Nite for Jammin' – 4:21
13. That's Life – 5:03
14. Bad Case of Love – 4:24